# Pavel Aleksandrovič Solov'ëv
Pavel Aleksandrovič Solov'ëv (in russo Па́вел Алекса́ндрович Соловьёв?; Alechino, 26 giugno 1917 – Perm', 13 ottobre 1996) è stato un ingegnere aeronautico sovietico.

## Biografia
Nato in una famiglia di contadini nel villaggio Alechino, Rajon di Kinešma, oblast' di Ivanovo, nella parte europea della Russia a nord-est dalla capitale Mosca.
Nel 1934 ha finito 9 classi della scuola russa dell'obbligo. Si trasferì a Rybinsk, nell'oblast' di Jaroslavl' iscrivendosi all'Istituto d'Aviazione di Rybinsk (ora conosciuta come l'Accademia Statale delle Tecnologie dell'Aviazione in nome di Pavel Aleksandrovič Solov'ëv). Nell'aprile 1940 è stato assunto presso l'OKB-19 conosciuto oggi col nome Aviadvigatel S.p.a. di Perm' (in russo: ОАО «Авиадвигатель», Пермь). Nel 1948 diventò il vice-costruttore generale dell'OKB-19, nel 1953 il costruttore principale, e nel 1981 il costruttore generale.
Pavel Solov'ëv è morto il 13 ottobre 1996 a Perm', in Russia.
Il nome di Pavel Solov'ëv è stato assegnato all'ufficio tecnico russo Solov'ëv Design Bureau e ad un viale di Perm'. Monumenti dedicati a Solov'ëv sono stati inaugurati a Rybinsk e a Perm'.

## Progetti
Nel 1960 Solov'ëv ha creato il propulsore Aviadvigatel' Solov'ëv D-20P (in russo: Авиадвигатель Соловьёв Д-20П) per il primo jet sovietico Tupolev Tu-124.
Successivamente l'OKB-19 creò i propulsori Aviadvigatel' Solov'ëv D-30 (in russo: Авиадвигатель Соловьёв Д-30) conosciuti anche come Pavel Solov'ëv PS-30 (in russo: Па́вел Соловьёв ПС-30) per i jet sovietici-russi Tupolev Tu-134.
Il propulsore Aviadvigatel' Solov'ëv D-30-I è stato creato nel 1967 per i Tupolev Tu-134, il propulsore Aviadvigatel' Solov'ëv D-30-II è la modifica del D-30-I per gli aerei Tupolev Tu-134A. Solov'ëv D-30-III è stato creato nel 1982 per gli aerei Tupolev Tu-134A-3 e Tupolev Tu-134B-3.
Le turbine Solov'ëv D-25V per gli elicotteri Mil Mi-6, Mil Mi-10 sono un altro frutto del lavoro di Pavel Solov'ëv.
Il propulsore Aviadvigatel' Solov'ëv D-30F6 è installato sugli aerei militari sovietici MiG-31.
I propulsori Aviadvigatel' Solov'ëv D-30KU/D-30KP/D30KU-154 sono installati sugli aerei Ilyushin Il-62M, Ilyushin Il-76T/TD/MD/TP, Ilyushin Il-78, A-50, Tupolev Tu-154M
Il propulsore Pavel Solov'ëv PS-12  è stato creato per il nuovo progetto dell'aereo a corto/medio raggio russo MS-21 (in russo: МС‑21). La versione modificata del PS-12 che si chiama Pavel Solov'ëv PS-12M (in russo: ПС-12М) è destinata al nuovo progetto dell'aereo di trasporto russo MTS (in russo: МТС).
Il propulsore Pavel Solov'ëv PS-7 è destinato al nuovo aereo russo Tupolev Tu-414 e agli aerei Global express della Bombardier.
Il propulsore Pavel Solov'ëv PS-9 è creato per gli aerei Beriev Be-200 e gli aerei Tupolev Tu-334.
Il propulsore Pavel Solov'ëv PS-18R è uno dei propulsori creato per aumentare l'efficienza degli aerei Tupolev Tu-204 e Ilyushin Il-96.
Il propulsore Pavel Solov'ëv PS-90A è stato certificato nel 1992 per gli aerei Ilyushin Il-96, Tupolev Tu-204.
Il propulsore Pavel Solov'ëv PS-90A-76 è stato elaborato per sostituire i propulsori Aviadvigatel' Solov'ëv D-30KP sugli aerei Ilyushin Il-76MF, Ilyushin Il-76MD-90, Ilyushin Il-76MD.
Il propulsore Pavel Solov'ëv PS-90A3 è stato certificato nel 2011 per gli aerei Ilyushin Il-96-400, Tupolev Tu-204SM.

## Onorificenze
- Premio dello Stato Sovietico - 1968
- Premio di Lenin - 1978
- 1 Medaglia di Valore al Lavoro
- Il titolo "Costruttore d'Aerei d'Onore"
- 2 Diplomi d'Onore del Presidio del Consiglio dei ministri dell'URSS